# Дочка Батьківщини
Дочка Батьківщини — радянський художній фільм 1937 року, знятий режисером Володимиром Корш-Сабліним на кіностудії «Бєлгоскіно».

## Сюжет
Про затримання колгоспниками Радянської Білорусі фашистських диверсантів, порушників кордонів. Дія відбувається в середині 1930-х років.

## У ролях
- Марія Блюменталь-Тамаріна — Бабка Марфа
- Зінаїда Карпова — Паша, голова колгоспу
- Роза Свердлова — Оля, колгоспниця
- Михайло Болдуман — Михайло Антонович Боровий, комендант прикордонної дільниці
- Геннадій Мічурін — Гнат Васильок, колгоспник-бригадир
- Іван Коваль-Самборський — Горбатюк, диверсант
- Олександр Чистяков — дід Андрон
- Костянтин Скраубе — Костя, відпускник, молодший командир
- Юрій Толубєєв — голова зборів
- С. Колоков — епізод
- Костянтин Сорокін — колгоспник

## Знімальна група
- Режисер — Володимир Корш-Саблін
- Сценарист — Йоганн Зельцер
- Оператори — Борис Рябов, Євген Шапіро
- Композитор — Ісаак Дунаєвський
- Художник — Володимир Покровський